# Nenad Šulava
Nenad Šulava (Osijek, 25 december 1962 - 4 september 2019) was een Kroatisch schaker met een FIDE-rating van 2489 in 2006 en 2416 in 2015. Hij was een grootmeester. Vroeger speelde hij voor Joegoslavië.
In augustus 2002 werd Šulava gedeeld eerste op het Nice Open toernooi, met 6 pt uit 7 partijen.
Op de 10e International Chess Summer Open, Nice, augustus 2003, eindigde hij op de 4e plaats met 5½ pt uit 7 partijen.
In november 2005 speelde hij mee in het toernooi om het kampioenschap van Kroatië dat door Krunoslav Hulak met 7½ punt uit 11 ronden gewonnen werd. Šulava eindigde met 5 punten op de tiende plaats.
In januari 2012 won Šulava het 2e San Remo Open toernooi met 6½ pt uit 7 partijen.